# 孙君立
孙君立（1902年—1992年），曾用名豫寿，男，江苏无锡人，中国化学纤维专家，曾任纺织工业部纺织科学研究院化学纤维研究室副主任。